# Ledra bilobata
Ledra bilobata är en insektsart som beskrevs av Heinrich Christian Friedrich Schumacher 1915. Ledra bilobata ingår i släktet Ledra och familjen dvärgstritar. Inga underarter finns listade i Catalogue of Life.